# زبان آتایال
زبان آتایال زبانی است که گویشورانش از مردمان آتایالند که در جزیرهٔ تایوان می‌زیند. کتاب مقدس بدین زبان ترجمه شده و در ۲۰۰۲ میلادی هم منتشر شده‌است. برای نگارش این زبان از الفبای لاتین استفاده می‌شود.